# 三淵乾太郎
三淵 乾太郎（みぶち けんたろう、1906年〈明治39年〉12月3日 - 1985年〈昭和60年〉8月22日）は、日本の裁判官。初代最高裁長官三淵忠彦の長男であり、千代田生命保険社長の兄であり、初期の女性法曹であった三淵嘉子の後夫であった。正六位。

## 来歴
1906年12月3日、後の初代最高裁長官・三淵忠彦の長男として生まれる。1930年、高等試験司法科に合格した。1931年に東京帝国大学法学部を卒業して司法省に入省した（司法官試補）。1932年、東京地方裁判所の予審判事となる。1935年、東京民事地方裁判所判事に転じる。1941年、総力戦研究所第一期研究生として司法官では唯一選抜され入所、第1回総力戦机上演習模擬内閣において司法大臣兼法制局長官を務めた。1942年に司法事務官に補され、1944年に領事として北京に滞在した。戦後、高等裁判所裁判官及び最高裁判所調査官に着任した。甲府地方裁判所所長、浦和地方裁判所所長なども務めた。
生沼（）祥子と結婚して4児を儲けたが1955年に死別。1956年、名古屋地方裁判所判事であった和田嘉子と入籍し、嘉子の長男・和田芳武の継父となった。

## 著述
共著
- 長谷部茂吉、三淵乾太郎、三宅多大、柚木馨『総合判例研究叢書 民法2』。有斐閣。1956年。NDLJP:3046110
  - うち、弁済の充当の部分を担当。

## 親族
- 萱野長裕 ‐ 会津藩家老。
- 井上ツナ -  長裕妻。
  - 萱野長修 - 会津藩家老。戊辰戦争首謀者のうちの生存者として、1869年長崎裁判所から家名断絶と切腹を命じられる[注釈 1]。一刀流溝口派の相伝者。
  - 　　　　　-  長修妻[注釈 2]。
  - 萱野長正 ‐ 改姓し、郡長正。
  - 萱野寛四郎 ‐ 改姓し郡寛四郎。1872年（14歳）から書生として元幕臣軍艦役並の石渡栄次郎（石渡敏一父）宅に寄宿し、日本郵船外国航路船長となる[注釈 3]。
  - 石渡登美 - 寛四郎妻。石渡敏一の妹。
    - 郡虎彦 ‐ 養子。石渡登美姉の錫と鈴木耕水の六男。

  - 萱野隆衡 ‐ 会津藩士。改姓し三淵隆衡。
  - 佐野登喜 - 隆衡妻。佐野貞次郎長女。
    - 三淵御野子 - 叔母[8]。
    - 堀維孝 - 御野子夫。 学習院教授。
    - 三淵忠彦 - 父。裁判官、慶応大学講師、三井信託社員。
      - 三淵乾太郎
      - 生沼祥子 - 前妻。水戸高等学校教授[9]・生沼豊彦の娘。1955年に死去。
        - 長女: 三淵那珂[10]
        - 次女: 三淵奈都 - 判事森岡茂と入籍[11]。
        - 三女: 三淵麻都
        - 長男: 三淵力

      - 和田嘉子 - 1956年に後妻として入籍。
        - 和田芳武 - 寄生虫研究者（1943年 - 2020年）[12]。東京大学伝染病研究所寄生虫研究部で佐々学に師事し、1974年より東京女子医科大学寄生虫学教室[13]。

      - 萱野章次郎 - 長弟。千代田生命保険社長。
      - 三淵震三郎 - 次弟。大東京火災海上保険（あいおいニッセイ同和損害保険）常務
      - 反町たい子（義妹、震三郎妻） - 大東京火災海上保険（あいおいニッセイ同和損害保険）創設者で早稲田大学理事の反町茂作の娘[14]。相場師反町茂平の孫。

他、縁戚に石渡敏一、石渡荘太郎、白仁武。

## 社会への影響
- 虎に翼 - 星航一のモデル[5][15]。